# کوت کرم‌خان
کوت کرم‌خان (به انگلیسی: Kot Karam Khan) یک روستا در پاکستان است که در پنجاب واقع شده‌است.